# 西浦道明
西浦 道明（にしうら みちあき、1949年 - ）は、日本の公認会計士、税理士、経営コンサルタント。アタックス創業者・代表取締役社長。アタックスグループ代表パートナー、法政大学大学院イノベーション・マネジメント研究科客員教授、日本盲導犬協会監事等を歴任。

## 人物・経歴
大阪府生まれ。東海高等学校を経て、1972年一橋大学商学部卒業。一橋大学基督教青年会一橋寮出身。学習塾経営を経て、1973年丸の内会計事務所（現監査法人トーマツ）入所。1977年公認会計士西浦道明事務所設立。世界の会計士制度を学ぶ中で事務所の組織化を考え、1981年、丸山弘昭と熱田コンピューターサービス株式会社（現株式会社アタックス）を設立。2002年アタックス税理士法人設立、代表社員。2012年アタックス社長塾塾頭。
専門は中小企業経営戦略・M&A戦略等。2006年中小企業庁経営革新制度評価委員会委員。2007年日本盲導犬協会監事。2008年地域活性学会監事。2009年法政大学大学院イノベーション・マネジメント研究科客員教授、経済産業省関東経済産業局中小企業のあるべき姿に関する委員会委員、日本中小企業経営支援専門家協会理事。2014年人を大切にする経営学会副会長。日本ナレッジ・マネジメント学会理事、公益財団法人一橋大学基督教青年会監事等も歴任。

## 著書
- 『キャッシュフロー経営でつくる「強い会社」 実践編』かんき出版 1999年
- 『経営損益計算書の作り方・活かし方』かんき出版 2000年
- 『経営キャッシュフロー計算書の作り方』かんき出版 2000年
- 『経営未来決算書の作り方・活かし方』かんき出版 2000年
- 『社長！数字で話せる幹部をつくれ』かんき出版 2000年
- 『人事制度を動かすのは管理職のあなたです』（鈴木茂和と共著）かんき出版 2002年
- 『社長の力』かんき出版 2005年
- 『キーワードで読む経営学』（坂本光司と共編著）同友館 2007年
- 『変化にビクともしない「財務アタマ」経営』かんき出版 2014年